# Lonec
Lonec je vrsta posode v kateri kuhamo. Lonce lahko izdelamo iz različnih materialov.